# Deportivo Binacional Fútbol Club
Maillots
Actualités
Le Deportivo Binacional Fútbol Club, appelé jusqu'en 2022 Escuela Municipal Deportivo Binacional, est un club péruvien de football basé à Juliaca.

## Histoire

### Origine du nom et débuts
Le club est fondé en 2010 à Desaguadero, ville frontière partagée entre le Pérou et la Bolivie, ce qui explique son nom de Club Deportivo Binacional de Desaguadero. En 2011, le Binacional participe à la Copa Perú et fait ses débuts dans la Liga Superior de Puno où il termine à la quatrième place. 
En 2012, le club parvient à gravir les échelons et même à se hisser jusqu'aux phases de qualification pour la montée en D1, seulement une plainte concernant l'emploi d'un joueur non autorisé provoque son exclusion du tournoi.

### La montée en D1
En 2016, le club déménage dans la région d'Arequipa, rachète l'Escuela Municipal de Paucarpata, et change de nom en Escuela Municipal Deportivo Binacional. En fin de saison, il atteint la phase finale pour l'ascension en première division mais terminera à la troisième place.
L'année suivante est la bonne puisque le Binacional remporte la Copa Perú 2017 et gagne le droit de disputer le championnat 2018.

### Le sacre de 2019
Pour sa première saison au sein de l'élite, le club déménage temporairement à Moquegua et termine 8e du championnat ce qui le qualifie pour la Copa Sudamericana 2019. En début de saison 2019, le club annonce un retour dans la région de Puno et reprend son nom d'origine, Deportivo Binacional. 
Véritable révélation du championnat 2019, le club s'en octroie le tournoi d'ouverture avec 36 points obtenus en 17 journées et obtient le droit de participer à la Copa Libertadores en 2020. Malgré des problèmes l'ayant affecté en deuxième partie de saison (changement d'entraîneur - Roberto Mosquera remplaçant Javier Arce, artisan du succès lors du tournoi d'ouverture - puis décès du charismatique milieu de terrain Juan Pablo Vergara dans un accident de la route), le club tient bon et devient champion du Pérou après sa victoire en finale sur l'Alianza Lima (4-1 et 0-2). Il s'agit là du tout premier sacre tant du Deportivo Binacional que de la région qu'il représente.

### Premières participations internationales
Qualifié pour son premier tournoi international, la Copa Sudamericana 2019, le Deportivo Binacional se retrouve rapidement éliminé dès le 1er tour par le CA Independiente qui s'impose tant à l'aller (4-1) qu'au retour (2-1).
À l'occasion de sa première participation à la Copa Libertadores en 2020, le club frappe un grand coup en battant à domicile, le 5 mars 2020, le São Paulo FC de Dani Alves par deux buts à un. Moins d'une semaine plus tard, le 11 mars, il subit une déculottée historique sur le terrain de River Plate en s'inclinant 8-0, soit la pire défaite pour un club péruvien en Copa Libertadores. Le Deportivo Binacional paie cher son manque d'expérience à ce niveau et se retrouve éliminé à une journée de la fin de la phase de groupes, avec seulement trois points en cinq matchs disputés et deux buts marqués pour 20 encaissés.

### De la pandémie de Covid-19 à la descente en D2 (2020-2023)
Le Deportivo Binacional est très affecté par la pandémie de Covid-19 au point que son match face à l'Alianza Lima, correspondant à la 7e journée du tournoi d'ouverture du championnat 2020, est annulé. La Fédération péruvienne accuse les joueurs du club de ne pas avoir respecté les protocoles de sécurité et donne ce match perdu sur tapis vert. Le championnat 2020 s'avère du reste très compliqué pour le Deportivo Binacional qui emploie jusqu'à six entraîneurs au cours de la saison, mais parvient à se sauver de la relégation en D2.
La saison 2021 s'avère aussi compliquée et le Deportivo Binacional est relégué en D2. Néanmoins le 20 janvier 2022, une résolution du Tribunal arbitral du sport (TAS) modifie le classement général du championnat 2021 de sorte que le Cusco FC, qui se voit retirer deux points, est relégué alors que le Deportivo Binacional est repêché en 1re division.
L'année 2023 est marquée par une très grande instabilité sportive puisque le club change à cinq reprises d'entraîneur (Wilmar Valencia, José Díaz, Darío Franco, Aristóteles Ramos, Juan Manuel Azconzábal (en) et César Vaioli). Cela ne va pas sans conséquence puisque le club est relégué en 2e division à l'issue de la dernière journée du championnat 2023.

## Résultats sportifs

### Palmarès
| Compétitions nationales | Compétitions régionales                                                                                                  |
| - Championnat du Pérou (1) : - Champion : 2019. - Tournoi d'ouverture (1) : - Vainqueur : 2019. - Supercoupe du Pérou : - Finaliste : 2020. - Copa Perú (1) : - Vainqueur : 2017. | - Ligue de la région de Puno (2) : - Vainqueur : 2013 et 2014. - Ligue de la région d'Arequipa (1) : - Vainqueur : 2017. |

### Bilan et records
| - Saisons au sein du championnat du Pérou : 6 (2018-2023). - Saisons au sein du championnat du Pérou D2 : 1 (2024-). - Saisons au sein de la Copa Perú (D3) : 7 (2011-2017). - Plus large victoire obtenue en compétition officielle : - Deportivo Binacional 14:0 Pacífico Chocaque (Copa Perú 2014). | - Copa Libertadores : 1 participation : - 2020 - Phase de groupes. - Copa Sudamericana : 2 participations : - 2019 - 1er tour. - 2023 - 1er tour. - Plus large victoire obtenue en compétition officielle : - Deportivo Binacional 2:1 São Paulo FC (Copa Libertadores 2020). - Plus large défaite concédée en compétition officielle : - River Plate 8:0 Deportivo Binacional (Copa Libertadores 2020). |

## Personnalités historiques du Deportivo Binacional

### Joueurs

#### Grands noms
- Juan Pablo Vergara

### Entraîneurs

#### Entraîneurs marquants
- Luis Flores Villena, vainqueur de la Copa Perú en 2017[18].
- Javier Arce, vainqueur du Tournoi d'ouverture 2019.
- Roberto Mosquera, champion du Pérou en 2019.

#### Liste des entraîneurs
| - Ítalo Manzo (2011-2012) - Martín Alemán Palomino (2012) - Eusebio Salazar (2012) - Jesús Oropesa (2013) - Jorge Ágapo Gonzales (2013) - Willy Laya (2013) - Pedro Garay (2014) - Julio Zamora (2014) - Jesús Oropesa (2015) - Oswaldo Araujo (2015) - Luis Flores Villena (2016) - Mario Flores (2016) | - Erick Torres (2017) - Fredy García Loayza (2017) - Luis Flores Villena (2017-2018) - Mario Flores (2018) - Javier Arce (2019) - Javier Uturunco (intérim) (2019) - Roberto Mosquera (2019) - César Vigevani (2020) - Javier Uturunco (intérim) (2020) - Flabio Torres (2020) - Javier Arce (2020) - César Chávez-Riva (intérim) (2020) | - Luis Flores Villena (2020-2021) - César Chávez-Riva (intérim) (2021) - Rubén Darío Insúa (2021) - César Vaioli (intérim) (2021) - Carlos Desio (2021) - Wilmar Valencia (2022-2023) - José Díaz (intérim) (2023) - Darío Franco (2023) - José Díaz (intérim) (2023) - Aristóteles Ramos (intérim) (2023) - Juan Manuel Azconzábal (en) (2023) - César Vaioli (2023-) |